# ISO 3166-2:SG
Kódy ISO 3166-2 pro Singapur identifikují 5 distriktů (stav v roce 2015). První část (SG) je mezinárodní kód pro Singapur, druhá část sestává ze dvou číslic identifikující jednotlivé distrikty.

## Seznam kódů
```
SG-01 Centrální Singapur
SG-02 Severovýchodní distrikt
SG-03 Severozápadní distrikt 
SG-04 Jihovýchodní distrikt
SG-05 Jihozápadní distrikt
```